# Р
Р, р (en cursiva Р, р) és una lletra de l'alfabet ciríl·lic. Té un valor fonètic equivalent a /r/, tot i que és molt semblant a la P llatina i a la Ρ grega.

## Taula de codis
| Codificació de caràcters | Tipus     | Decimal | Hexadecimal | Octal  | Binari              |
| ------------------------ | --------- | ------- | ----------- | ------ | ------------------- |
| Unicode                  | Majúscula | 1056    | 0420        | 002040 | 0000 0100 0010 0000 |
| Unicode                  | Minúscula | 1088    | 0440        | 002100 | 0000 0100 0100 0000 |
| ISO 8859-5               | Majúscula | 192     | C0          | 300    | 1110 0000           |
| ISO 8859-5               | Minúscula | 224     | E0          | 340    | 1110 0000           |
| KOI 8                    | Majúscula | 242     | F2          | 362    | 1111 0010           |
| KOI 8                    | Minúscula | 210     | D2          | 322    | 1101 0010           |
| Windows 1251             | Majúscula | 208     | D0          | 320    | 1101 0000           |
| Windows 1251             | Minúscula | 240     | F0          | 360    | 1111 0000           |